# 东山洋楼

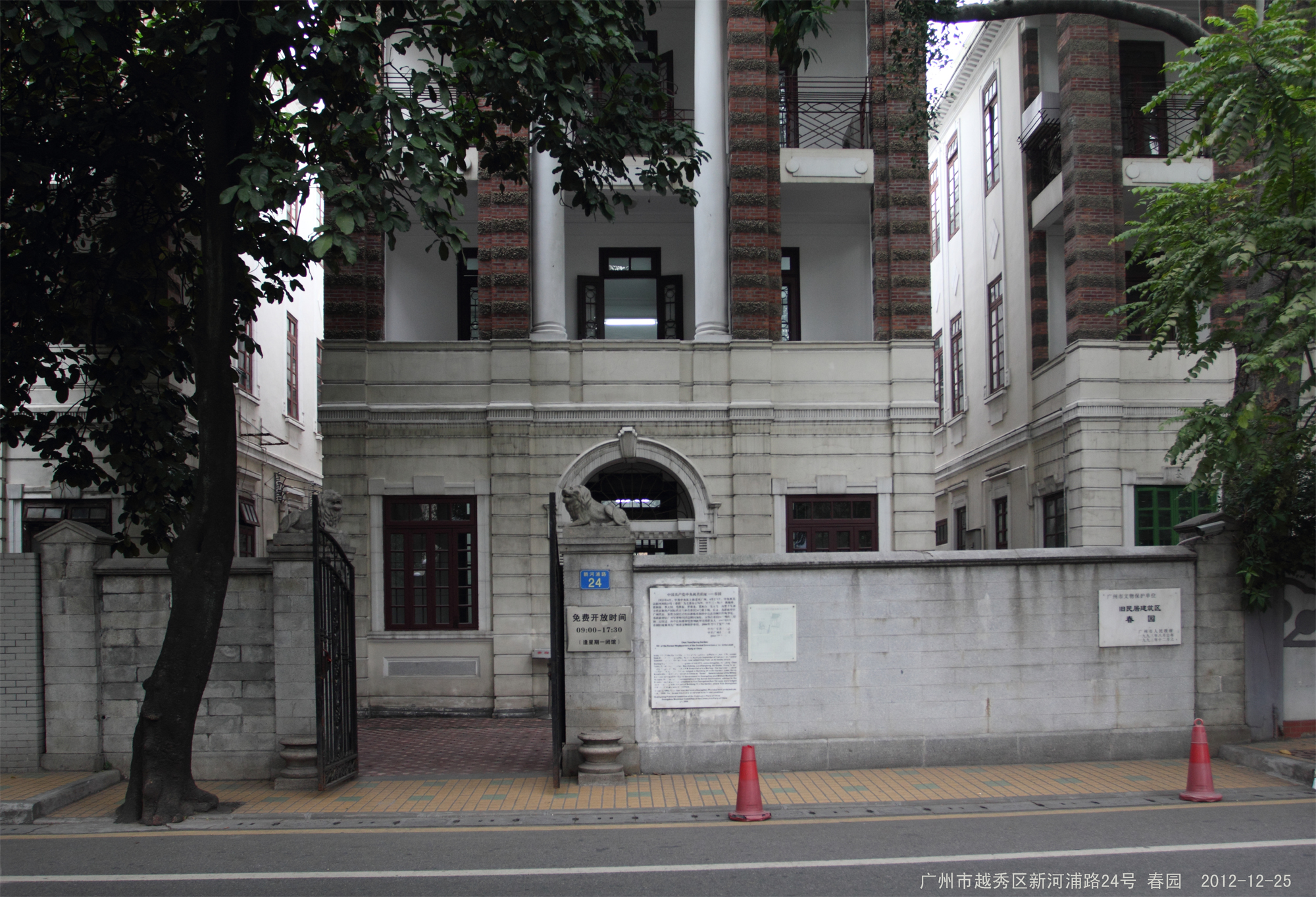
東山洋樓

東山洋樓是中國廣東省廣州市原东山区，以恤孤院路、新河浦路为主要集中地段的、建筑于20世纪二三十年代的西式风格的民居建筑群，目前保留600余棟。

## 歷史
广州东门外原本多为山丘农田菜地，只有若干寺庙散布其间。1911年广九铁路通车后，一批侨民和本地富商在此择地，建造民居，多为西式风格。
1915年，美國华侨黃葵石购买东山龟岗1.2萬㎡荒地，开辟为龟岗大马路、龟岗一马路、龟岗二马路等六条马路，随后一班美國華僑先後在此買地建屋。美國華僑楊遠榮、楊延藹兄弟將龜崗附近的江嶺剷平，辟为江嶺東、西街。
民國政府時期，一批军政要人相中东山的便利交通和清幽环境，纷纷在新河浦、龜崗一帶兴建別墅、官邸。其中规模最大的则是梅花村的陈济棠公馆，占地5610平方米，建筑面积2000平方米。

## 風格
这些大大小小的公馆別墅建築，多为西式风格的獨院式花園住宅，高二或三层，外墙体多为红砖清水墙面、配以古典柱式的白色柱廊，广州民间俗称为「东山洋楼」。